# Sławomir Rawicz
Sławomir Rawicz (Pinsk, 1 de septiembre de 1915 - Nottingham, 5 de abril de 2004) fue un soldado y escritor polaco-británico, conocido por haber sido prisionero en un gulag de Siberia tras la invasión de Polonia de 1939 por la Alemania nazi y la Unión Soviética.
En 1956 publicó sus memorias bajo el título "La Larga Caminata" en el cual narra como supuestamente huyó de la gulag soviética junto a otros prisioneros para recorrer casi 6,500 kilómetros a pie hasta llegar a la India británica; un libro que fue recibido calurosamente por la crítica y se convirtió casi de inmediato en un éxito comercial, llegandose a traducir a 25 idiomas y vendiendo más de medio millón de copias. En este libro se basa la película dirigida por Peter Weir en 2010 The Way Back (Camino a la libertad en España y El camino de regreso en Hispanoamérica).
Sin embargo, la veracidad de su libro (el cual Rawicz aseguraba era real) comenzó a ser cuestionada a partir de 2006 cuando la BBC publicó un exhaustivo y detallado informe basado en antiguos registros soviéticos, incluyendo "declaraciones" supuestamente escritas por el mismo Rawicz, que muestran que Rawicz habría sido liberado como parte de la amnistía general de 1942 de los polacos en la URSS y posteriormente transportado a través del mar Caspio a un campo de refugiados en Irán, y que su escape a India nunca se llevó a cabo.
La única otra persona que ha confirmado parcialmente algunos detalles de la historia de Rawicz ha sido el hijo de Rupert Mayne, un oficial de inteligencia británico emplazado en la India durante la Segunda Guerra Mundial y quien aseguró que su padre efectivamente en 1942 en Calcuta había detenido e interrogado a tres europeos severamente desnutridos que dijeron haber huido de Siberia; el hijo de Rupert Mayne dijo creer que este encuentro de su padre fue con los protagonistas de La Larga Caminata pero también dijo no poder recordar detalles del evento e investigaciones posteriores no pudieron encontrar ninguna documentación sobre dicho evento por lo que este testimonio es solo una aseveración anecdótica inconfirmable y de segunda mano ya que fue declarada no por el mismo Rupert Mayne sino por una segunda persona.
Complicando aun más las cosas, existió al menos otra persona que aseguro ser el verdadero protagonista de la historia de La Larga Caminata, asegurando que la historia se había basado en su vida; aunque dichas aseveraciones fueron eventualmente desmentidas.
Las otras partes de la vida de Rawicz, como su servicio militar o su aprisionamiento en una gulag soviética, si han sido confirmadas y no son disputadas.

## Primeros años
Rawicz nació el 1 de septiembre de 1915 en Pinsk, un poblado ubicado en la actual Bielorrusia, como hijo de un terrateniente polaco. Curso su educación básica y comenzó a estudiar arquitectura en 1932 para unirse a la reserva del ejército polaco en 1937, tras lo cual recibió instrucción como oficial. En julio de 1939 se casó con su primera esposa Vera que desapareció y probablemente murió durante el caos de la Segunda Guerra Mundial cuando Polonia fue invadida primero por lo nazis y después también por los soviéticos, lo cual terminó con la completa derrota, conquista y desaparición de Polonia.

## Detención soviética
Como un oficial que era, Rawicz naturalmente participó en el conflicto pero regreso a su hogar cuando Polonia se rindió, donde la NKVD lo arresto el 19 de noviembre de 1939, tras lo cual fue llevado a Minsk y luego a Járkov donde fue interrogado y por último encerrado en la prisión de Lubianka en Moscú donde fue sometido a un juicio fraudulento y arreglado llevado a cabo en unos pocos días por un grupo de tres oficiales del NKVD que antes torturaron a Rawicz para obtener una confesión en la cual Rawicz admitió falsamente ser un espía extranjero. Tras esto, Rawicz fue sentenciado a 25 años de trabajo pesado en un campo de prisioneros en Siberia.
Posteriormente (en 2006), surgirían documentos que indicaban que Rawicz fue aparentemente condenado no por espionaje sino por haber asesinado a un oficial del NKVD; pero no se sabe si esto es verdad y Rawicz en realidad asesino a un oficial soviético y, de ser verdad, no se sabe si Rawicz fue enjuiciado y condenado por este crimen ya que, sumado a su confesión falsa de espionaje, probablemente hubiera significado una condena mucho más severa para Rawicz, casi seguramente su ejecución; aunque por otra parte, Rawicz es ahora considerado ampliamente como un testigo inconfiable y no sería extraño si hubiera mentido sobre los cargos por los cuales fue enviado a la gulag para aparecer ante el público como una víctima inocente de una injusticia.
De cualquier forma, Rawicz si fue enviado a la gulag por las autoridades soviéticas y lo único que no se sabe con certeza es si escapo y camino miles de kilómetros hacia el extranjero tal como dijo; de forma que Rawicz sería enviado a Irkutsk y de ahí a un campo cercano denominado Campo Gulag 303, ubicado unos 650 kilómetros al sur del círculo ártico. Ahí, Rawicz trabajo construyendo las barracas en las que vivirían los prisioneros, fabricando esquís de nieve para el ejército soviético y reparando y operando el radio del comandante del campo.

## Supuesto escape de la gulag
Según la historia sin confirmar contada por Rawicz, él huyó del campo en 1941 junto a otros seis compañeros aprovechando una fuerte tormenta de nieve, tras lo cual se dirigieron hacia el sur evitando cuidadosamente las poblaciones y asentamientos que encontraron; los fugitivos incluían tres soldados polacos, un terrateniente letón, un arquitecto lituano, un misterioso ingeniero estadounidense conocido solamente como el "Sr. Smith" y después se les uniría una joven polaca de 17 años llamada Kristina. Viajaron a través de Siberia cruzando primero el desierto de Gobi y luego los Himalayas: dos miembros morirían en el Gobi y dos en los Himalayas.
En los Himalayas, Rawicz menciona que el grupo se vio obligado a detenerse durante casi un día entero cuando se toparon con un grupo de enormes creaturas tipo yeti que bloqueaban su camino; los supuestos yetis se encontraban dando vueltas en la nieve sin propósito aparente y eventualmente el grupo debió de buscar una ruta alterna con la que pudieran rodear a los monstruos, siendo en esta ocasión cuando dos miembros del grupo, atemorizados por los yetis, se alejaron temporalmente para buscar una ruta más alejada todavía tras lo cual se desplomaron por un barranco a sus muertes.
Tras esto, los cuatro sobrevivientes completaron 11 meses de viaje y llegaron a la India en marzo de 1942 donde fueron interceptados por una patrulla de gurkhas que los llevó a un hospital en Calcuta; después de un largo periodo de convalecencia los sobrevivientes siguieron sus propios caminos aunque nunca se recuperaron del todo de salud después de tan arduo viaje, aprisionamiento y torturas.
La historia de su supuesto escape sería la base del libro La Larga Caminata publicado en 1956, tal como se describe más adelante.

## Actividades después del supuesto escape
Después de su estancia en la India, Rawicz viajó primero a Irak y después regreso a la Unión Soviética en junio de 1942 cuando esta nación ya se encontraba en guerra con la Alemania nazi y había abandonado su opresión del pueblo polaco para enfocarse en repeler la invasión nazi de la Unión Soviética; tras esto, a Rawicz se le permitió reingresar al ejército polaco el 24 de julio de 1942 en Kermini y regreso a Irak con un contingente de fuerzas polacas para después mudarse a Palestina donde pasó tiempo en un hospital para tratar viejas heridas sufridas durante su cautiverio siberiano y se dedicó a dar clases en una academia militar (en ese entonces Palestina se encontraba bajo dominio británico y el Reino Unido era un aliado de Polonia). Rawicz aseguraría posteriormente que el general polaco Władysław Anders lo recomendaría para ser transferido a Inglaterra para ser entrenado como piloto de las fuerzas polacas en el exilio.
Al final de la guerra, Rawicz se iría a vivir al Reino Unido y se asentó en Sandiacre donde trabajo en el Centro de Diseño de Nottingham y se casó con Marjorie Gregory Needham en 1947; para principios de la década de 1970 se convertiría en técnico de un curso de cerámica arquitectónica en la Escuela de Arte y Diseño de la Universidad de Nottingham Trent hasta que se vio obligado a retirarse en 1975 tras sufrir un infarto. En el retiro, Rawicz llevó una vida tranquila y discreta, contestando correspondencia de sus admiradores y dando pláticas sobre sus experiencias en la guerra y su libro hasta su muerte el 5 de abril de 2004.

## La Larga Caminata
La obra que dio a conocer a Rawicz, La Larga Caminata, fue publicada en 1956 y coescrita con Ronald Downing que escribió la obra basandosé en las conversaciones y testimonios que Rawicz compartió con él; la obra sería traducida a 25 idiomas y vendería más de medio millón de copias en todo el mundo.
La película The Way Back de 2010, dirigida por Peter Weir se basaría en su libro.

### Autenticidad deLa Larga Caminata
La autenticidad del libro ha sido cuestionada por muchos escritores, historiadores, veteranos de la Segunda Guerra Mundial, compatriotas polacos de Rawicz y oficiales británicos emplazados en la India durante la Segunda Guerra Mundial.
Registros oficiales soviéticos encontrados en Rusia confirman que Rawicz efectivamente fue detenido y apresado por los soviéticos pero, a diferencia de la historia contada por Rawicz, los registros indican que Rawicz había sido detenido por haber asesinado a un oficial de la NKVD tras lo cual fue enviado a la gulag y que Rawicz no escapo sino que fue liberado por los soviéticos durante una amnistía general impuesta por los soviéticos que, enfocados en su lucha contra los nazis, trataban de restablecer buenas relaciones con los polacos que para entonces ya se habían convertido en sus aliados. Tras esta amnistía, Rawicz sería deportado, siendo llevado a través del mar Caspio a un campamento de refugiados en Irán y después de este punto es cuando Rawicz se traslada a Palestina y la documentación oficial existente coincide plenamente con el resto de la historia de Rawicz.
Pero fuera de estas porciones de su vida que han sido confirmadas, la mayor parte de la historia tal como es relatada en La Larga Caminata por Radwicz no solo no ha podido ser confirmada sino que los pocos indicios que se han hallado la desmienten por completo.
La única pieza de evidencia que pudiese remotamente ser considerada confirma parcialmente la historia de Radowicz consiste en el testimonio de un hijo de un oficial de inteligencia británico llamado Rupert Wayne que laboro en la India durante la época del dominio británico y que en 1942 interrogo en Calcuta a un grupo de tres europeos desnutridos y harapientos que habían sido detenidos y que aseguraron haber escapado caminando de una gulag siberiana, aunque el hijo de Wayne no pudo recordar ningún detalle específico como nombres, investigaciones posteriores no pudieron develar ninguna documentación que confirmaran su testimonio y su testimonio es un testimonio de segunda mano.
Complicando aun más la historia, en mayo de 2009, otro veterano polaco de la Segunda Guerra Mundial también viviendo en el Reino Unido, Witold Gliński, declaró públicamente que la historia de Rawicz era real pero que la había vivido él y no Rawicz; aunque la veracidad y honestidad de las declaraciones del mismo Gliński han sido también cuestionadas desde entonces, y mayormente desmentidas con documentos oficiales han sido localizados demostrando que Gliński nunca estuvo ni siquiera cerca de ninguno de los lugares de La Larga Caminata.